# Digimon World Championship
Digimon World Championship (デジモンチャンピオンシップ, Dejimon Chanpionshippu) est un jeu vidéo de simulation de vie, commercialisé au Japon le 14 février 2008, et aux États-Unis le 26 août 2008. Il s'agit du quatrième jeu vidéo de la série Digimon à paraître sur console portable Nintendo DS. Il succède aux jeux vidéo Digimon World Dawn et Dusk, sortis en parallèle dans les marchés japonais en 2007. Le jeu est moyennement voir négativement accueilli par l'ensemble de la presse spécialisée.

## Système de jeu
Digimon World Championship ne présente aucun scénario, bien que le système de jeu soit différent des autres jeux vidéo Digimon parus sur Nintendo DS. Tel un animal de compagnie, le joueur doit élever – nourrir, guérir, et nettoyer – son partenaire digimon, ainsi que l'entraîner afin de remporter chaque combat. Dans le jeu, le partenaire digimon du joueur choisit lui-même les attaques à effectuer durant un combat.
Dans le jeu, le joueur n'est représenté par aucun avatar, et aucun autre digisauveur ou quelconque humain n'est aperçu dans le jeu. Le joueur doit construire sa propre « cage », soit un lieu qui lui permettra d'élever son digimon en toute quiétude en fonction des statistiques à améliorer. Typiquement, comme dans la plupart des jeux vidéo Digimon, le partenaire digimon possède plusieurs statistiques à améliorer incluant points de vie, d'attaque, de défense, de vélocité et d'intelligence, ainsi que quelques points affectant sa transformation (ou digivolution). Près d'une centaine de digimon peuvent, par ailleurs, être acquis.

## Développement
Lors de l'annonce du jeu, Bandai Namco Games annonce une nouvelle prise de direction concernant le gameplay. À sa sortie, l'ESRB le classe « E ». À l'E3 2008, le jeu est annoncé être édité par la société THQ pour sa sortie en août 2008 aux États-Unis.

## Accueil
Digimon World Championship est moyennement voir négativement accueilli par la presse spécialisée. Sur GameRankings, il est accueilli par une moyenne générale de 55,14 % ; sur Metacritic, il est accueilli par une moyenne générale de 49 %.
Jack DeVries, rédacteur au site IGN, attribue au jeu une note de 4,5 sur 10, soulignant que « le jeu ne veut apparemment pas que vous y jouiez. Ce qui expliquerait pourquoi il fait tout par lui-même. » bien qu'il prône les effets sonores « amusants » et la bonne ambiance musicale. Il souligne également son manque total d'immersion. Lucas M. Thomas, également rédacteur au site IGN, liste le jeu dans la catégorie tears (larmes) de sa liste Cheers & Tears (joie et larmes) des jeux de combats sur Nintendo DS. Il souligne la nature et le mécanisme complexe de la digivolution. Sur GameSpot, il est accueilli par une note de 5,5 sur 10.